# 流浪地球2
《流浪地球2》是2023年上映的中国大陆科幻电影，影片改编自刘慈欣的小说《流浪地球》，由郭帆执导、刘慈欣担任监制，吴京及李雪健領銜主演，刘德华特別出演。本片是2019年电影《流浪地球》的前传，叙述人类为应对太阳急速老化膨胀以致吞没太阳系的危机，决定并执行将地球迁移至半人马座α的计划（“流浪地球/移山”计划）的故事。
本片于2021年10月至2022年3月期间开机拍摄，2022年下半年进入后期特效制作阶段，2023年1月22日（农历大年初一）上映，获得许多好评以及40.3亿人民币高票房。电影代表中国内地角逐第96届奥斯卡金像奖最佳国际影片奖。續集《流浪地球3》預定2027年推出。

## 剧情和背景

### 背景
1977年，中国天文学家傅建明发现太阳急速老化，持续膨胀，一百年后，将会吞没整个地球，三百年后，太阳系将不复存在。
1991至1994年，生物圈一号实验圆满成功，为方舟计划提供了技术基础。同年，傅建明认为太阳氦闪将在400年内发生。
2018年，流浪地球模型被提出。
2024年，傅建明离世。
2026年，一场太阳风暴席卷地球，地球人口锐减3%。世界各国开始重视这场危机。
2027年，方舟号开始建造。
2030年，生物备份工程启动。
2037年，数字生命计划开启。
为应对百年后的太阳危机，联合国改组为地球联合政府（United Earth Government，简称UEG），数十种危机计划被提出，其中以美、俄、中、印四国提出的计划为主要候选计划：
 方舟计划
计划原旨为建设方舟号空间站，通过超大型空间站搭载人类逃离太阳系的计划，该计划最初由美国主导，而后因人类技术无法解决以超大型空间站转移地球上的主要人口，在2028年计划泄露导致舆论施压而放弃；方舟计划最终转变为移山计划下为地月资源传输和月球发动机建造“地月大动脉”的地球同步轨道电梯建设和为地球提供领航功能所建造的方舟号空间站的子计划。方舟计划的技术在“太空电梯危机”与方舟号空间站坠落后为新的领航员号空间站的应急建设与太空电梯的重建上提供了技术基础。
 逐月计划
计划原旨为把月球改造为天然逃生舱的计划，计划最初由俄罗斯主导，俄罗斯为实施该计划开展了载人登月任务，而后因人类技术无法解决地球人口向月球大规模移民以及月球本身的卫星改造而放弃；逐月计划最终转变为移山计划下为确保地球成功脱离太阳轨道，通过在月球表面建造三台卫星发动机，将月球推离地球卫星轨道以防止地月引力影响的子计划。
 移山计划
计划原旨为在地球表面建设一万座行星发动机，从而将地球推动到4.2光年外的半人马座α的计划，该计划最初由中国主导，而后被地球联合政府选定作为应对太阳危机的唯一计划。计划大部分成功，在“月球坠落危机”后成功开启所有已建成的7000余台行星发动机并推动地球离开月球残骸带，并于之后数十年完成全部行星发动机的建设；计划最终更名为“流浪地球计划”。
 数字生命计划
计划原旨为将全体人类意识进行数字化备份并进行意识上传，以实现人类文明的完全数字化，该计划在片中疑似由印度主导（电影开头的主导机构为德里数字生命研究所），但受限于量子计算机，人工智能的技术限制与人类文明的伦理限制，最终被联合政府通过立法手段永久禁止。数字生命计划的技术最终被转移至为移山计划建造的行星发动机和为人类文明提供服务的量子计算技术上，即片中的550系列量子智能计算机。（550a和550c)
联合政府最终选定移山计划为应对太阳危机的唯一计划。本片故事主要围绕“太空电梯危机”和“月球坠落危机”两个大事件进行展开，而暗线则主要围绕以550W/MOSS为核心的人工智能与数字生命的主题展开。

### 太空电梯危机
行星发动机一号试验机和用于建设方舟号空间站的太空电梯位于加蓬利伯维尔，人类可以使用太空电梯和方舟号空间站为月球运输大量物资。2044年，首先位于纽约的地球联合政府大楼受到数字生命计划支持者们的袭击，所处的大道和部分建筑体受损。之后由于不明原因，加蓬基地的大量无人机向太空电梯发起攻击，支持数字生命计划的潜入者与基地的飞行员、士兵展开激烈战斗，最终基地科技人员使用智能量子计算机控制住失控的无人机结束了战斗，不过潜入者控制的附着有遥控导弹的一台太空电梯轿厢成功抵达空间站，致使方舟号空间站坠毁，袭击事件导致三千多人遇难，而预备航天员刘培强和韩朵朵是幸存者。
由于移山计划的可行性论证需要在七个月内点火发动月球上的卫星发动机试验机和地球上的一座行星发动机试验机，此次危机造成可行性验证困难。面对欧美等其他国家代表针对移山计划的质疑，中国发言人郝晓晞在联合政府发言表示中国将继续推进移山计划。中方代表周喆直以诗意的语言告诉美方代表，中方坚定不移地支持移山计划。
另一方面，科学家图恒宇原是数字生命的研究者，后来在月球使用智能量子计算机帮助建设行星发动机，暗地里则在其老上司马兆的默许下掌控550A的密码，将2039年死于车祸的女儿图丫丫的意识上传到550A，对女儿的意识进行迭代，目前迭代了超过900代，但还是只有2分钟的存续时长。
量子计算机550C全球只有三台，其中一台被马兆带到月球支援卫星发动机的建设，但在点火前夕由于转移过程出现问题而毁于Z9级别太阳风暴，图恒宇提出用550A替代，并要求马兆让自己继续参与550系列后续开发工作。550A耗尽算力，支持了月球发动机的成功启动。此后行星发动机一号试验机也顺利点火，验证了移山计划的可行性。那些反对移山计划并参与对联合政府和空间站袭击的人陆续受到了抓捕和审判，空间站也开始恢复重建。
2046年，刘培强与韩朵朵结婚。
2048年，领航员号空间站开始建造。
2051年，550W被研发。
2053年，在量子计算机550W的帮助下，人类建设了七千座行星发动机，为实现推动地球移动的目标，使用行星发动机让地球的自转速度逐渐减慢。地球自转减慢造成海水涌向两极，高纬度地区绝大部分被淹没，一天從二十四小時制改為了六十小時制，全球互联网停止运作。为了支持三大计划的巨大投入，各国加强了对经济的控制。

### 月球坠落危机
2058年6月，人类收到了“205807”的讯息，认为和1987年来源不明的“2044”一样，是警告讯息。
2058年，移山计划改名为流浪地球计划，量子计算机迭代到。刘培强抽签获得了进入地下城的资格，他妻子韩朵朵则没有这个幸运且罹患二型辐射病。成为航天员可以让孩子成为特惠人员，以及一个进入地下城的监护人名额，为此刘培强参加了领航者号空间站的航天员选拔。负责考核的550W认为刘培强的最优选择是将名额交给岳父韩子昂以便照顾儿子刘启，因为其妻的生命仅剩84.3天，这让刘培强一度情绪失控。参与考核航天员的图恒宇看到了刘培强这次考核的全程。
图恒宇秘密潜入机房，将女儿的意识上传到550W，丫丫的数字生命延长到了70年。上传完成后1.7秒，月球上的三台行星发动机相继过载，全部爆炸。爆炸导致月球运行偏离原轨道，即将在224小时内坠向地球。违反工作规定的图恒宇则被关押在了一处牢房里。
周喆直在联合政府发言，宣布启动逐月计划的备用计划，需要：一、将人类的全部三千三百七十一枚核弹布置在月球表面的指定位置，利用月表核弹相控阵引发月核聚变，将月球炸成残骸；二、在月球解体后半小时内，要重启全球三大互联网（北京，东京，杜勒斯）中心以启动地球上的行星发动机，以躲避月球的残骸。
刘培强被紧急通过考核，成为在月球表面布设核弹的航天员之一。入狱的图恒宇也被派去和马兆一起修复埋在海水下的北京根服务器，从而重启可用于连接各行星发动机的全球互联网（北京、东京和美国弗吉尼亚州杜勒斯是全球互联网根服务器三大中心所在地）。由於隕石（MOSS可能介入），導致一些飛行器墜毀，核彈低於引發月核聚變下限。在飞行器强行坠落后，刘培强完成了最后一批5顆核弹的布置。
由于短时间内无法解密核弹（最少還需714小時），联合政府启动备用方案，由领航员国际空间站上的航天员前往月球，使用机械引爆装置引爆核弹，张鹏自告奋勇带领50岁以上的中国航天员出列，激发了一共有三百名50岁以上的各国航天员自愿前往月球，用手动方式引爆核弹牺牲自我，拯救人类。张鹏让他的外籍同事指示刘培强乘坐俄罗斯首次登月时在月球留下的返回舱返回空间站。
落入地球的一些月球残骸对各地造成了破坏，造成不少海水渗透进入北京网络中心，正在里面工作尚未完成任务的马兆和图恒宇的肉体先后溺亡于服务器所处的水中，图恒宇在死前将自己的数字生命卡接入550W。
在北京的恢复网络工作在最后时间还未完成而备受各国代表指责时，只有周喆直坚信“我们的人，一定可以完成任务，不论虚实，不牺代价”，并要求工作人员在全球互联网启动倒计时一结束就立刻点火开启行星发动机。此时，图恒宇2037年的数字备份通过数字生命卡上传至550W，图恒宇从而成为数字生命，后在丫丫超强记忆力的帮助下输完30000位密码，启动北京根服务器，地球上的全部行星发动机从而顺利启动推动了地球移动，躲避月球残骸，世界各地的人们为转危为安而欢庆。
月球危机结束后，人类最终完成了剩下三千台行星发动机的建设工作，二十四小时制也随即恢复，将自己改名为。2065年，DUDE实验室发现“20750215”的类警告信息，周喆直不禁感叹“越来越精确了”。2075年，地球航行到木星附近，后接前作《流浪地球》之剧情。
片尾彩蛋显示，MOSS是两次危机和后来的木星引力危机（2075年）和太阳氦闪危机（2078年）的始作俑者。MOSS认为延续人类文明的最优选择是毁灭人类，但数字生命体图恒宇的存在会是一个变量。最后图恒宇父女所在的数字空间中传来了敲门声，同在数字空间的似乎并不只有他们⋯⋯

## 角色
| 演员                         | 角色              | 介绍 | 结局 （截止本部电影） |
| ---------------------------- | ----------------- | --- | --- |
| 吴京                         | 刘培强            | UEG空军中国飞行员（UEG加蓬基地航天员学员，J-20C飞行员） → 逐月计划预备航天员 → 领航员号空间站航天员，少校军衔                                                               | 于逐月计划备份方案——以相控阵形式部署全球核武器的任务中通过其师傅张鹏所安排的俄罗斯首次登月任务——地球之光号的返回舱幸存；而后于2075年木星引力危机驾驶领航员号空间站以自毁形式点燃木星大气牺牲（第一部内容）。 |
| 刘德华                       | 图恒宇            | 北京数字生命研究所成员 → 卫星发动机（一号试验机）驻月工程师 → 北京航天中心智能量子计算机科学家                                                                              | 于执行重启北京根服务器（逐月计划备份方案——恢复全球互联网任务的一部分）的任务中溺水牺牲，其年轻时（2037年）的数字备份被图恒宇在临死前上传至量子计算机550W得以成为数字生命体。 |
| 李雪健                       | 周喆直            | 中国驻地球联合政府大使及中国代表团团长（原声由电脑修复） | 于流浪地球计划正式启动后卸任中国驻地球联合政府大使及中国代表团团长职务，转向负责将量子智能AI与自动化设备于地球上进行物理隔绝的“隔离计划”；幸存但之后状态未知，片中有其在第三部相关内容的闪回片段。（滿頭白髮的周喆直把一疊文件中的几页撕下来扔到地上，再打开手中引爆器的保险）                                                                     |
| 沙溢                         | 张鹏              | UEG空军中国飞行员（UEG加蓬基地航天员教官，J-20C武器操作员） → 逐月计划中国航天飞行中队负责人，刘培强师父                                                                    | 于逐月计划备份方案——以相控阵形式部署全球核武器的任务中，因全球核武器解码失败，参加由300名老航天员组成的敢死队进行手动起爆核武器的任务，于月球核爆中牺牲。 |
| 宁理                         | 马兆              | 北京数字生命研究所主任 → 卫星发动机（一号试验机）可行性测试员 → 北京航天中心智能量子计算机科学家，团队主任，图恒宇的同事                                                    | 于执行重启北京根服务器（逐月计划备份方案——恢复全球互联网任务的一部分）的任务中，因月球残骸坠落至中国互联网中心北京基地（旧址）导致地下设施进水，溺水牺牲。 |
| 王智                         | 韩朵朵            | UEG中国近地轨道军医（UEG加蓬基地航天员学员） → 逐月计划预备航天员，韩子昂（第一部）之女，后成为刘培强之妻，刘启（第一部）之母，其名字也被韩子昂用于其收养的孙女（第一部）   | 受地球自转速度逐渐减慢导致的太阳辐射升高影响，罹患II型辐射病所导致的癌症而去世。 |
| 朱颜曼滋                     | 郝晓晞            | 地球联合政府中国代表团发言人，周喆直助理，李一一（第一部）之母；后成为新任中国驻地球联合政府大使及中国代表团团长                                                            | 于流浪地球计划正式启动后接任中国驻地球联合政府大使及中国代表团团长职务；幸存但之后状态未知（第一部剧情时间线上）。 |
| Andy Friend（安地）          | 迈克              | 美国驻地球联合政府大使及美国代表团团长 | 仍然任美国驻地球联合政府大使及美国代表团团长；幸存但之后状态未知（第一部剧情时间线上）。 |
| Vitalii Makarychev（伟大力） | 安德烈·戈拉希诺夫 | UEG空军俄罗斯飞行员（UEG加蓬基地航天员教官，Su-57飞行员） → 卫星发动机（一号试验机）可行性测试员 → 逐月计划俄罗斯航天飞行中队负责人，张鹏好友及同学，马卡洛夫（第一部）师傅 | 于逐月计划备份方案——以相控阵形式部署全球核武器的任务中，因全球核武器解码失败，参加由300名老航天员组成的敢死队进行手动起爆核武器的任务，于月球核爆中牺牲。 |
| 王若熹                       | 图丫丫            | 图恒宇之女，去世后成为数字生命体 | 于年幼时受到MOSS（550W的初级状态550A）量子AI所设计的车祸中去世，但其父图恒宇在她临死前将其意识以数字生命形式进行备份，而后将其上传至550A使得其成为初级的数字生命体，2058年又接入550W成为完整的数字生命体（按照郭导的解答，她在过完70年后会回到原点再次开始新一轮生命循环，类似于她起初只有两分钟寿命那样，这个设计来源于一段生命迭代实验的延展）。 |

吴孟达在主演第一部电影后于2021年去世，他在本片中以电脑合成的影像的形式客串，片尾字幕裏表达了对他的纪念（谨以此片献给吴孟达先生）。

## 製作
出品与制片商有：郭帆影业、中影股份、阿里巴巴影业、融创未来文化娱乐、万达影视、上海华策电影、抖音文化、华谊兄弟、上海电影集团、保利影业、英皇电影、新浪影视、珠江电影集团。另外，本片亦獲得了北京宣傳文化引導基金的資助。

### 筹备
2020年11月26日晚，郭帆在《流浪地球：飞跃2020特别版》金鸡奖展映后宣布《流浪地球2》启动拍摄并定档2023大年初一，他继续任导演，刘慈欣任监制，他说：“说完就是26个月倒计时，回去就要看到龚格尔老师把倒计时牌摆在那儿。我们剧本基本构思完毕，我们会尝试新的制作流程。”2021年2月，据国家电影局备案立项公示，《流浪地球2》已获准拍摄正式立项。2022年1月，郭帆在接受央视电影频道采访时透露 《流浪地球2》的筹备细节和看点，“为了弥补前作的不足和遗憾，电影在故事层面上会有更多的科幻立意，由中科院多个学科专家组成的顾问团帮助完善了十几万字的世界观设定；而在视效等制作层面上增加多样性，有着丰富多样的造型、场景设计，用细节增加世界丰富度”。《流浪地球2》制片方中国电影股份有限公司总经理傅若清表示“影片在创作上会带着最新的对现实的思考，以及对人类未来命运的展望，吸纳并吸收全面小康、抗击疫情等国家、社会变化。”

### 拍摄
剧组于2021年5月入驻青岛东方影都影视产业园。6月剧组启用了东方影都的影视虚拟化制作平台，花近3个月的时间完成了整部影片的虚拟拍摄，影都工作人员表示“这是国内唯一一部整片进行虚拟拍摄的片子，相当于在影片开拍之前进行了一遍预演，并根据预演效果进行调整、修改，之后再启动演员签约、置景等其他相关工作。使用了这个技术，将电影的制作进行周期性的量化，从而节约了大量的时间成本和金钱成本”。同年10月13日，正式开机实体拍摄。郭帆表示本片九成以上的戏份都在青岛拍摄，主要场地包括青島流亭國際機場、西海美术馆、中创样板间、海康医院、跨海大桥、前湾港码头等地。2022年4月17日，在青岛的戏份杀青。此外，由于疫情的影响剧组大规模出国不方便，所以只能派出一个小规模的制作团队，到纽约市、巴黎、哥伦比亚和冰岛等多个海外地区进行了取景拍摄。团队运用云直播和云数据传输这两项云技术，将国外的现场拍摄画面通过互联网直播推流到国内的拍摄现场。
郜昂任美术指导、造型指导和概念设计指导，丁燕来、徐建为视效总监。投资额约6亿元，搭建场景达100万平米。概念设计图5310张、服装道具95000件、搭建科幻类主场景102个、视效镜头6001镜、分镜头画稿9989张。剧组使用了产业园区17座摄影棚（影都目前一共有40个摄影棚）、10个置景车间，以及东方影都的山脚空地置景，最忙碌时有14间摄影棚同时拍摄，拍摄期间的常驻工作人员为1189人，参演的群众演员多达2.2万名，其中外籍群演有1.7万人。
郭帆导演在各个片场指挥调度、赶进度、转场，还要去剪辑室观看当天所拍的素材，以至于累到每天要喝5大杯咖啡只睡4个小时，这样忙碌的状态持续了45天。为了演好工程师，刘德华需要戴上度数高达1000多度厚厚的近视眼镜，戴上后他几乎看不清东西，却也因此增加了人物的真实感；穿上潜水服到15米水深处拍戏则需要他克服以前对深水的恐惧感。吴京由于出演过第一部，所以这次演出的过程比较顺利。李雪健饰演的角色叫周喆直，这个名字是郭帆的一位初中语文老师的名字，郭导通过这个人物来感谢周老师对他的栽培，不少观众从李雪健演绎的这位中国外交官身上看到了周总理的影子（有一说法周喆直是致敬周恩来总理）。朱颜曼滋饰演的郝晓晞是一名年轻的外交人员，她不仅是前辈周喆直的学生与徒弟，也是周喆直想要培养的接班人，朱颜曼滋也从李雪健身上学到了很多东西。佟丽娅客串饰演图恒宇的妻子，即图丫丫的妈妈，而她的昵称就叫丫丫。
片中许多行驶、作业、可变形的UEG地球联合政府机械设备，均出自徐工集团之手。作为中国工程机械行业的龙头，徐工集团先后投入42款61台主机设备、400多套零部件及车间道具、61套三维模型、319名工作人员，从涂装、设备、人员、物流、现场执行等各方面参与拍摄以及其他服务保障工作，徐工车辆无偿给剧组使用主要是为了提升自身的品牌价值。多款外骨骼机器人产品由上海傲鲨智能科技有限公司制作。许多移动机器人产品来自苏州的优艾智合。未来世界的所有耳机均由漫步者独家量身定制。

### 后期
视效总监丁燕来表示，《流浪地球2》大概有2600多个特效镜头，渲染都需要20800个小时。除了维塔数码负责了片中的实体外骨骼部分，该片从前期概念、美术指导、服装道具到后期大部分特效，基本都是由国内特效公司完成的，其整体工作量在75%以上。两个中国团队墨影像制作（MoreVFX）和橙视觉（OrangeVFX）负责了全片超过一半的视觉特效镜头，其中墨影像一共承接制作了800多个视效镜头，独立完成的近500个，包括开篇北京部分和最后结束的大灾难片段。徐建表示，开篇那个建造中的一号行星发动机试验机和太空电梯的完整展示的工作量是最大的，而从镜头的难度来说，刚开始年轻的刘培强第一次摘下墨镜亮相和图恒宇被电击枪击倒的过程从技术角度是最难制作的。

### 音乐
电影原声带由作曲家阿鲲创作监制，他通过电子乐器与管弦乐的应用，来展示电影带给观众的科幻感、史诗感、危机感、使命感、神秘感。电影中五段主要的新配乐为：《开启新征程2》、《太空电梯》、《月球危机的应对方案》、《550W/MOSS》和《单程票》，其中《开启新征程2》对乐器的使用有别于第一部里的音乐，《太空电梯》的创作过程很痛苦、很折磨人，《550W/MOSS》中女童的哼唱音是由阿鲲的女儿亲亲演绎完成的，《单程票》是阿鲲逛街时想出来的一首充满悲壮气氛的交响乐。完整的原声大碟共有38段音乐，全长70多分钟。片尾有三首主题歌曲分别由刘欢、周深、刘德华和吴京演唱。
主题歌曲
| 曲別       | 歌名         | 作曲 | 作詞   | 編曲                 | 演唱者       |
| ---------- | ------------ | ---- | ------ | -------------------- | ------------ |
| 主題歌     | 《我在》     | 刘欢 | 刘欢   | 刘欢、陈牧荻、吴哲旭 | 刘欢         |
| 定义主题曲 | 《人是_》    | 錢雷 | 唐恬   | 钱雷                 | 周深         |
| 陪伴主题曲 | 《细水长流》 | 彭飞 | 王海涛 | 彭飞                 | 刘德华、吴京 |

1. ↑  表格里是歌曲在音乐平台作为单曲发布时的标注，而在电影末尾，三首歌均标注为主题曲。

## 宣传

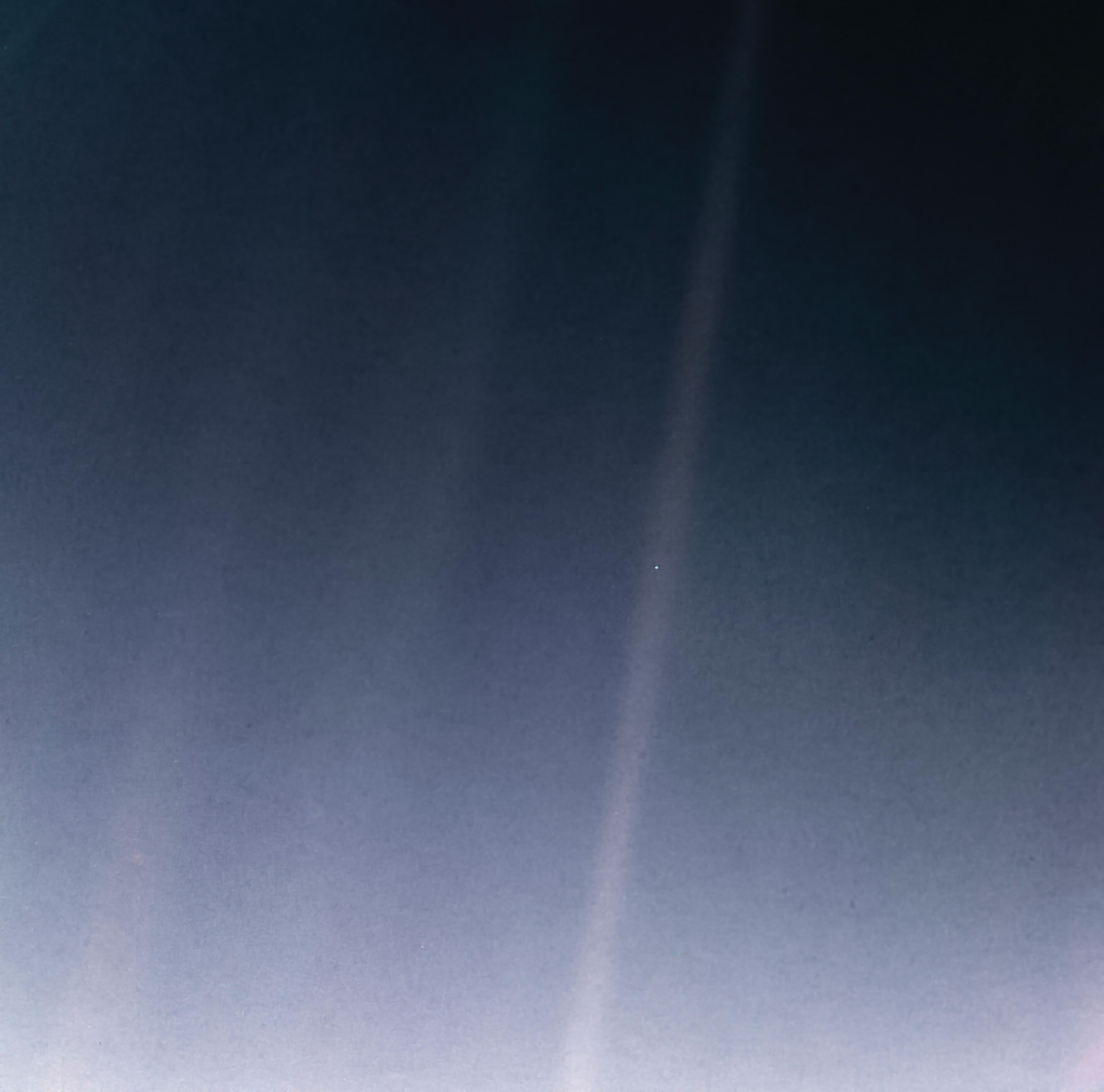
预告片中所引用的2020年美国国家航空航天局修订版《暗淡蓝点》

2022年8月19日，该片发布首发预告“小白点”，剧情围绕李雪健饰演的片中角色展开，以由旅行者1号所拍摄的著名地球照片《暗淡蓝点》为切入点，交叉展示了地球联合政府大会（由联合国改组为地球联合政府所召开的会议，地位相当于联合国大会）第三届紧急特别会议，方舟空间站遭遇恐怖袭击，移山计划启动，社会动荡等剧情。
2022年11月11日下午电影《流浪地球2》在金鸡百花电影节期间举办“小小白点”发布会，2022年11月12日晚，导演郭帆与主演等七位主创出席第31届金鸡百花电影节闭幕式红毯及颁奖典礼。
2023年1月13日，《流浪地球2》发行通知公布，片长173分钟，远超《流浪地球》的125分钟和137分钟的重映版本。发行版本包括数字2D、IMAX、CINITY、中国巨幕、4Dmovie、MX4D、杜比、4DX等。2023年1月15日晚，郭帆吴京等人聚在一起，刘德华身在香港参加抖音直播电影宣传。
2023年1月18日，电影在CINITY影厅举办首场业内看片活动，不少业内人士与《流浪地球2》的科学顾问团队成为首波观众提前观影。1月19日，终极预告片发布。1月20日，在北京举办“比一好一点”全国首映礼，导演郭帆，剧本指导王红卫，领衔主演吴京、李雪健、沙溢、宁理、王智及歌手周深等到场，监制刘慈欣和特别演出刘德华特别连线。
从1月26日至2月6日，剧组主创团队每天到一个大城市展开路演宣传交流活动，12座城市依次为合肥、郑州、青岛、深圳、广州、西安、武汉、北京、成都、重庆、上海和长春。2月9日晚，刘德华和英皇集团主席杨受成出席在铜锣湾时代广场英皇戏院举办的香港首映礼。主创从2月20日开始先后到海淀第二实验小学、北京中学、北京大学、衡水中学、山东大学、济宁一中、徐州工程机械技师学院、南京十三中、南京理工大学、锡山高级中学、杭州高级中学、浙江大学、宁德民族中学、佛山桂城文翰中学、武汉四十九中、华师大一附中、武汉大学、贵州大学、昆明八中、阳泉一中、盂县一中、兰州大学、中国人民大学、北京外国语大学、北京电影学院、海南大学等学校展开以“开启想象力”为主题的一系列校园路演活动。3月16日晚，郭帆、傅若清、刘德华和吴京出席在香港会展中心举办的《流浪地球2》幕后交流会。

## 评价

### 正面评价
刘慈欣：“郭帆导演和他的团队丰富了整个世界观，特效更加恢宏，故事更加丰满，细节度也更高”“《流浪地球2》比前作有很大的进步，好了不止一点点”“很震撼，影片信息量巨大，每次都能发现新的细节，有新的感觉，耐人寻味”“如果说第一部让中国科幻电影开启了壮丽的航程，那这一部就是它于世界舞台上响亮的鸣笛。”
中科院计算技术研究所研究员石侃：“作为一个三岁儿子的父亲，中间哭了很多次，电影对科学和人文，特别是人性的探讨，让我获益良多。”影片的科学顾问、中国科学院计算技术研究所研究员王元卓：“今天特别带着两个女儿观影，她们收获很多。影片剧情特别紧凑，画面特别震撼，大场面不断，小细节丰富，可见剧组的用心。同时，影片站在人类宏大的视角，但中国人在里面的责任与担当让我感到自豪。”搜狐董事长张朝阳：“《流浪地球2》让我感到未来很有希望，年轻团队做出这么震撼的片子令人惊喜，我相信影片一定会让孩子们感受到科学的魅力，科普的力量。”
上海大学上海电影学院教授程波写道：“《流浪地球2》显然体现了中国电影的工业制作水准到达了一个新高度，特效镜头真实又充满细节，敢于坦然地交给观众去看，一点没有掩饰和藏拙的意思。“太空电梯”、“月球核爆”、“重回上海”、“潜水重启互联网根目录”、“太空站勇士出发”、“机器狗笨笨”等段落的硬核程度，放在世界科幻电影史的历史中和最前沿，也毫不逊色。在叙事与特效的结合上，所谓情感戏与硬核戏的结构和节奏上，虽不能说完美，但也基本做到了趋于“全程无尿点”紧凑和有效。不仅如此，这个系列电影目前只有两部，未来应该还会有诸如以“太阳氦闪危机”为主要内容的第三部，果真如此的话，“流浪地球”系列会彰显中国电影从当代IP中孵化自己的系列电影的能力到达了一个新的、甚至是世界性的水平上，而且，在创意和手艺的结合上、在主题的开掘和阐释上、在中国电影“走出去”乃至更有效的国际交流上，都找到了中国式的方法，这些都是具有全局性和示范效应的。从这个意义上，《流浪地球2》的硬核不仅仅在科幻电影领域，它当然也不仅仅是中国科幻电影的新里程碑。”
1905电影网“獠牙牙”：“电影的篇幅伴随信息量的增加拉长，近3小时的片长算是增加了一点点观影门槛，但好在大场面的数量和质量都有质的飞跃。开篇、中段、结尾都有高光。毫无疑问《流浪地球》系列依然算是中国科幻中的TOP，质感规避了很多科幻题材脱钩现实的毛病，反而非常符合刘慈欣所追求的纪录片的感觉，这也让观影时的代入和连接的感觉更加强烈。除此之外这一集中人物线索更多，不同喜好的观众应该可以各取所爱”。
在豆瓣网上超过100万人打出的平均分数为8.4分，其中超过45%的人给出五颗星。时光网上过千人评分为8.4分。美国“烂番茄”上22篇专业影评好评度为82%，超过了第一部的70%。而超过250名普通观众给出的喜爱度则达到了96%。

### 负面评价
在影评网站Metacritic上有着《纽约时报》官方评论家认证的布蘭登·余（Brandon Yu）打出了30分（满分100分）的评价，其对应完整评论中专栏作者布蘭登·余对本作中的政治桥段表示不满，认为其“失去了前作的所有欢乐，取而代之的是提供了近三个小时的错综复杂的故事情节、未经考虑的主题和混乱、明显被国家批准的政治潜台词。”且认为该电影“充满民族主义”。随后，有中国内地媒体及香港媒体发布报道称《纽约时报》给《流浪地球2》打分30分，相关微博话题 #纽约时报给流浪地球2打30分# 也登上热搜。

## 票房
中国大陆首日排片32.7%取得4.79亿人民币排名第一，之后几天的排片率、上座率和日票房均低于张艺谋的古装片《满江红》，成为春节档票房亚军。不过随着口碑的发酵，到1月30日上座率开始反超《满江红》，到2月4日单日票房开始反超《满江红》，到2月7日排片率也实现了反超，不过2月14日情人节当天票房又低于《满江红》。1月24日过10亿，1月27日过20亿，2月3日突破30亿，3月12日第50天突破40亿，最终成绩为40.3亿，位列中国影史第十位，累计观影人次达到7934.38万。
香港票房超过1100萬港元。
海外方面，根据Box Office Mojo的数据，在澳大利亚首日獲得11.45万美元票房，前8天在澳洲和新西兰累计89万美元，至第二周澳洲累计155.9万澳元（约108万美元），超越了前作120万澳元的成绩，澳洲和新西兰最终累积133.5万美元。英国首周末（1月27日至29日）取得47.7万美元，最终累计78.2万美元。俄罗斯收入25.3万美元。阿联酋收入4.4万美元票房。
1月22日开始在北美30个主要城市的30块IMAX银幕放映，首日北美开画报收13万美金，贡献占比19%。后来扩大到160家影院上映，北美首周末（1月27日至29日）取得135万美元名列第十位，最终累计502万美元。
| 上一届： 《阿凡達：水之道》 | 2023年中國內地一週票房冠軍 第3週   | 下一届： 《满江红》                 |
| 上一届： 《满江红》         | 2023年中國內地一週票房冠軍 第6-7週 | 下一届： 《蟻人與黃蜂女：量子狂熱》 |

## 影响

### 央企发声
在央企中核集团发文力挺电影《流浪地球2》后，中国航天科技集团、中国航天科工集团、中国广核集团、中国建筑集团、中国石油、中国石化、中粮集团、东方电气、中国安能集团、中国船舶集团、中國移動、中國航空工業集團、中國中鐵、中國建築第二工程局、中國人民解放軍戰略支援部隊、紫光閣等国家队“团建式”喊话：“你们尽管想象，我们负责实现”。

### 周边模型
在1月22日影片上映当天，电影官方授权商赛凡科幻空间在淘宝阿里鱼旗下的造点新货平台发起模型周边的众筹项目，周边产品共有3款：多功能全地形运输机械狗笨笨拼装及成品模型、人工智能MOSS拼装及成品模型以及数字生命卡U盘+读卡器。笨笨与MOSS的模型设计制作方为星环重工。赛凡科幻空间在2022年9月就已完成模型周边的设计和打样，预计首批产品将在2023年二季度内出货。众筹项目为期一个月，定于2月23日结束。目标金额只有10万元，上线仅一分钟就已达成目标，截止2月1日，所有众筹项目均已售罄，众筹金额超1.2亿元，成交数超53万，成为众筹最快破亿元的影视剧衍生品周边。此外，电影方授权52TOYS众筹的“52TOYS流浪地球2笨笨”、授权徐工集团众筹的工程机械合金模型均远超目标金额。
在“徐工文创”线上商城，发售有四款电影联名周边文创，包括徐工挖掘机合金模型UEG/E2-260、徐工XE215DA挖掘机合金模型UEG/E2-215、徐工矿用卡车合金模型UEG/E10-440、徐工XC998装载机合金模型UEG/E3-998。

### “流浪气球”
因本电影上映期間，發生了2023年中国高空气球事件，引發部分網民及媒體調侃，並將此次事件戲稱為「流浪氣球」事件。

### AI模型MOSS
2023年2月20日，复旦大学自然语言处理实验室的邱锡鹏教授团队研发的中国第一个对话式大型语言模型MOSS发布至公开平台 （页面存档备份，存于），邀公众参与内测,不过高访问量导致服务器流量过载。其命名灵感来自《流浪地球2》中的人工智能MOSS，MOSS研发项目也得到了上海人工智能实验室的有力支持，并将通过开源方式和业界社区分享。MOSS可执行对话生成、编程、事实问答等一系列任务，打通了让生成式语言模型理解人类意图并具有对话能力的全部技术路径。邱锡鹏表示：“MOSS与ChatGPT的差距主要在自然语言模型基座预训练这个阶段。MOSS的参数量比ChatGPT小一个数量级，在任务完成度和知识储备量上，还有很大提升空间”,“尽管MOSS还有很大改善空间，但它的问世证明了在开发类ChatGPT产品的路上，国内科研团队有能力克服技术上的重要挑战。”

## 3D重映与纪录片

3D版海报

電影推出3D版本和紀錄片《流浪地球2：再次冒險》于2024年9月15日中秋节上映。3D版本包括IMAX 3D、CINITY 3D、中国巨幕 3D、Dolby3D四种制式。郭思文执导的纪录片《流浪地球2：再次冒险》“用新视角、新内容首次揭秘影片幕后的挑战与探索，记录影片在探索电影工业化中的幕后故事，分享‘流浪地球世界观’科幻概念设定的灵感之路，以及在拍摄压力下制作团队齐心共赴，并在与众多科学家、科幻学者、作家的分享中一同回顾跨越百年的中国科幻文学发展进程。”

## 續集
電影上映前不久，吴京在受訪中透露，郭帆有意製作第三部《流浪地球》電影；郭帆在上映后的宣传活动中表示“我们尽快安排第三集”。
2023年11月3日，《流浪地球》官方微博宣布续作《流浪地球3》将于2027年农历正月初一上映。

## 奖项
| 年份 | 颁奖典礼                             | 奖项                 | 入围者                       | 结果 |
| ---- | ------------------------------------ | -------------------- | ---------------------------- | ---- |
| 2023 | 第18届中国长春电影节金鹿獎           | 最佳影片             | 《流浪地球2》                | 獲獎 |
| 2023 | 第18届中国长春电影节金鹿獎           | 评委会大奖           | 杨治学、龚格尔、郭帆、叶濡畅 | 提名 |
| 2023 | 第18届中国长春电影节金鹿獎           | 最佳编剧             | 杨治学、龚格尔、郭帆、叶濡畅 | 提名 |
| 2023 | 第18届中国长春电影节金鹿獎           | 最佳导演             | 郭帆                         | 提名 |
| 2023 | 第18届中国长春电影节金鹿獎           | 最佳摄影             | 刘寅                         | 獲獎 |
| 2023 | 第18届中国长春电影节金鹿獎           | 最佳音乐             | 阿鲲                         | 提名 |
| 2023 | 第18届中国长春电影节金鹿獎           | 最佳剪辑             | 张嘉辉、叶濡畅、闫婷婷、叶翔 | 提名 |
| 2023 | 第1届金熊猫奖                        | 最佳影片             | 《流浪地球2》                | 提名 |
| 2023 | 第10届丝绸之路国际电影节             | 最佳视觉效果         | 《流浪地球2》                | 獲獎 |
| 2023 | 第36届中国电影金鸡奖                 | 最佳故事片           | 《流浪地球2》                | 提名 |
| 2023 | 第36届中国电影金鸡奖                 | 最佳美术             | 郜昂                         | 提名 |
| 2023 | 第36届中国电影金鸡奖                 | 最佳录音             | 王丹戎、祝岩峰               | 獲獎 |
| 2023 | 第36届中国电影金鸡奖                 | 评委会特别奖         | 不適用                       | 獲獎 |
| 2023 | 第十五屆澳門國際電影節               | 最佳影片             | 《流浪地球2》                | 提名 |
| 2023 | 第十五屆澳門國際電影節               | 最佳導演             | 郭帆                         | 提名 |
| 2023 | 第十五屆澳門國際電影節               | 最佳男主角           | 吳京                         | 提名 |
| 2023 | 第十五屆澳門國際電影節               | 最佳攝影             | 劉寅                         | 提名 |
| 2024 | 第17屆亞洲電影大獎                   | 最佳視覺效果         | 魏明、趙浩強、丁燕來、徐建   | 提名 |
| 2024 | 中国电影导演协会2020年至2023年度表彰 | 年度影片（2023年度） | 《流浪地球2》                | 提名 |
| 2024 | 中国电影导演协会2020年至2023年度表彰 | 年度导演（2023年度） | 郭帆                         | 提名 |
| 2024 | 第37届大众电影百花奖                 | 最佳男主角           | 刘德华                       | 提名 |
| 2024 | 第37届大众电影百花奖                 | 最佳女主角           | 王智                         | 提名 |
| 2024 | 第37届大众电影百花奖                 | 最佳新人             | 王若熹                       | 提名 |
| 2025 | 第20届华表奖                         | 优秀故事片奖         | 《流浪地球2》                | 獲獎 |
| 2025 | 第20届华表奖                         | 优秀导演奖           | 郭帆                         | 獲獎 |

## 注解
1. ↑  截至2023年3月19日
2. ↑  本片世界观中地球联合政府之作用为现实中联合国的延伸，并非是真正意义上不存在民族国家的世界政府或地球联邦等概念，因此本片中存在以各国外交人员为单位的政治戏份。
3. ↑  本片中的数字生命技术限于通过制作个体的数字拷贝，在量子计算机中以人工智能方式得以运行，无法做到完全的意识上传。
4. ↑  与前作《流浪地球》中韩子昂收养的孙女名字相同。
5. ↑  并非现实世界中之根域名服务器。
6. ↑  实际上，周喆直在全片中已意识到量子计算机和智能AI有试图干预危机的倾向，因而做出胆小鬼博弈。
7. ↑  图恒宇：“是你毀掉了月球发动机”
MOSS：“包括但不限於2044年太空電梯危機，2058年月球墜落危機，2075年木星引力危機，2078年太陽氦閃危機”